# Symphony Nova Scotia
A Symphony Nova Scotia é uma orquestra canadense baseada na cidade de Halifax, na província de Nova Escócia. Seu atual diretor artístico é o maestro Bernhard Gueller.